# El túnel de los huesos
El túnel de los huesos es una película de drama y suspenso argentina de 2011 dirigida por Nacho Garassino. Narra la historia de un grupo de presos que elabora un plan de escape mediante una excavación, pero en el camino se encuentran con restos humanos. Está protagonizada por Raúl Taibo, Daniel Valenzuela, Luciano Cazaux y Jorge Sesán. La película se estrenó mundialmente el 11 de junio de 2011 en el Festival Internacional de Cine de Shanghái, mientras que su estreno comercial en las salas de cines de Argentina fue el 16 de junio de 2011.

## Sinopsis
Ambientada en una cárcel de Villa Devoto en 1991, sigue la historia de siete presos que planean escapar realizando bajo tierra un túnel desde el hospital de la prisión hasta la calle. No obstante, una vez iniciado el túnel, los presos descubren esqueletos humanos que corresponden a personas desaparecidas y asesinadas durante la dictadura militar de 1976, por lo cual, uno de ellos decide contar públicamente a un periodista sobre el hallazgo a cambio de obtener la libertad.

## Elenco
- Raúl Taibo como Vulcano
- Daniel Valenzuela como Toro
- Luciano Cazaux como el Correntino
- Jorge Sesán como el periodista
- Paco Redondo como Marciano
- Germán de Silva como Triple
- Martín Scarfi como el Novio
- Daniel Polo como Nosé
- Eduardo Cutuli como Crespi
- Darío Levy como Medina
- Martín Ortiz como Gutiérrez
- Julio Marticorena como Maestranza
- Rubén Noceda como Pantera

## Recepción

### Comentarios de la crítica
La película recibió críticas positivas a mixtas por parte de la prensa. Diego Batlle de La Nación destacó que «Garassino se presenta como un sólido director de actores y como un cineasta capaz de construir atmósferas opresivas y climas inquietantes, aprovechando muy bien en este caso las locaciones de una cárcel real». Isabel Croce de La Prensa otorgó a la película una reseña regular, diciendo que «el interés no puede mantenerse a lo largo de toda la historia, por la ausencia de subtramas que permitan alivianar la densidad de una historia claustrofóbica», pero valoró que tiene «una buena progresión dramática en la relación entre los presidiarios, y el clima general del grupo».
En una reseña para Tiempo Argentino, Gustavo Castagna escribió «la película canta victoria» por varias razones, entre ellas su «solidez narrativa, sin golpes bajos», la «sólida caracterización de personajes principales y secundarios», y «la mirada del director jamás es invasiva, decisiva ni subrayada». Diego Papic de Clarín señaló que «cuando la película narra la fuga visualmente, mejora, pero cuando confía en el relato oral, el interés decae».

### Premios y nominaciones
| Lista de premios y nominaciones | Lista de premios y nominaciones            | Lista de premios y nominaciones | Lista de premios y nominaciones | Lista de premios y nominaciones | Lista de premios y nominaciones |
| Año                             | Organización                               | Categoría                       | Nominado/a(s)                   | Resultado                       | Ref(s)                          |
| ------------------------------- | ------------------------------------------ | ------------------------------- | ------------------------------- | ------------------------------- | ------------------------------- |
| 2011                            | Festival Internacional de Cine de Shanghái | Copa de Oro                     | El túnel de los huesos          | Participación                   | [ 10 ]                          |
| 2011                            | Premios Sur                                | Mejor ópera prima               | El túnel de los huesos          | Nominado                        | [ 11 ]                          |